# 杉崎泰一郎
杉崎 泰一郎（すぎざき たいいちろう、1959年 - ）は、西洋史学者、中央大学教授。
東京都生まれ。私立芝中学校・高等学校を経て上智大学文学部史学科卒、1989年同大学院博士後期課程単位取得退学。99年「12世紀の修道院と社会」で上智大学博士（史学）。1989年芝中学校・高等学校教諭、1991年藤女子短期大学講師、94年助教授、2000年中央大学文学部教授。専攻は西洋中世史。

## 著書
- 『12世紀の修道院と社会』原書房 1999
- 『欧州百鬼夜行抄 「幻想」と「理性」のはざまの中世ヨーロッパ』原書房 2002
- 『ヨーロッパ中世の修道院文化』日本放送出版協会 NHKカルチャーアワー 歴史再発見　2006
- 『修道院の歴史 聖アントニオスからイエズス会まで』創元社、2015
- 『世界を揺るがした聖遺物：ロンギヌスの槍、聖杯、聖十字架・・・の神秘と真相』河出書房新社、2022
- 『「聖性」から読み解く西欧中世：聖人・聖遺物・聖域』創元社、2024

### 翻訳
- ジョルジュ・デュビィ『ヨーロッパの中世 芸術と社会』池田健二共訳 藤原書店 1995
- パトリック・ギアリ『死者と生きる中世 ヨーロッパ封建社会における死生観の変遷』白水社 1999
- J.P.クレベール『ミレニアムの歴史 ヨーロッパにおける終末のイメージ』監訳 金野圭子,北村直昭訳 新評論 2000
- ジャン・ドリュモー『千年の幸福 楽園の歴史』小野潮共訳 新評論 2006

## 論文
- Cinii

## 注
1. ↑  『欧州百鬼夜行抄』著者紹介
2. ↑  研究者情報